# Friedrich Soennecken
Friedrich Soennecken, född 20 september 1848 i Iserlohn-Dröschede, död 2 juli 1919 i Bonn, var en tysk uppfinnare, entreprenör och grafisk formgivare.

## Biografi
Friedrich Soenneckens far var smed.
Gift 1865 med Anna Busch, född 1850-01-01.
Son Alfred Soennecken (1861-01-24 — 1934-07-19).
Dottern Karoline (1883-06-08 — 1972) gifte sig 1908-07-29 med Wilhelm Hammerschmidt (1883-03-31 — 1924-08-04), son till Rudolf Hammerschmidt (1853-07-19 — 1922-05-14) och Elisabeth Röttger (1861-06-13 — 1943-11-30).
Friedrich Soennecken är begravd på Poppelsdorfer Friedhof i Poppelsdorf i Bonn.

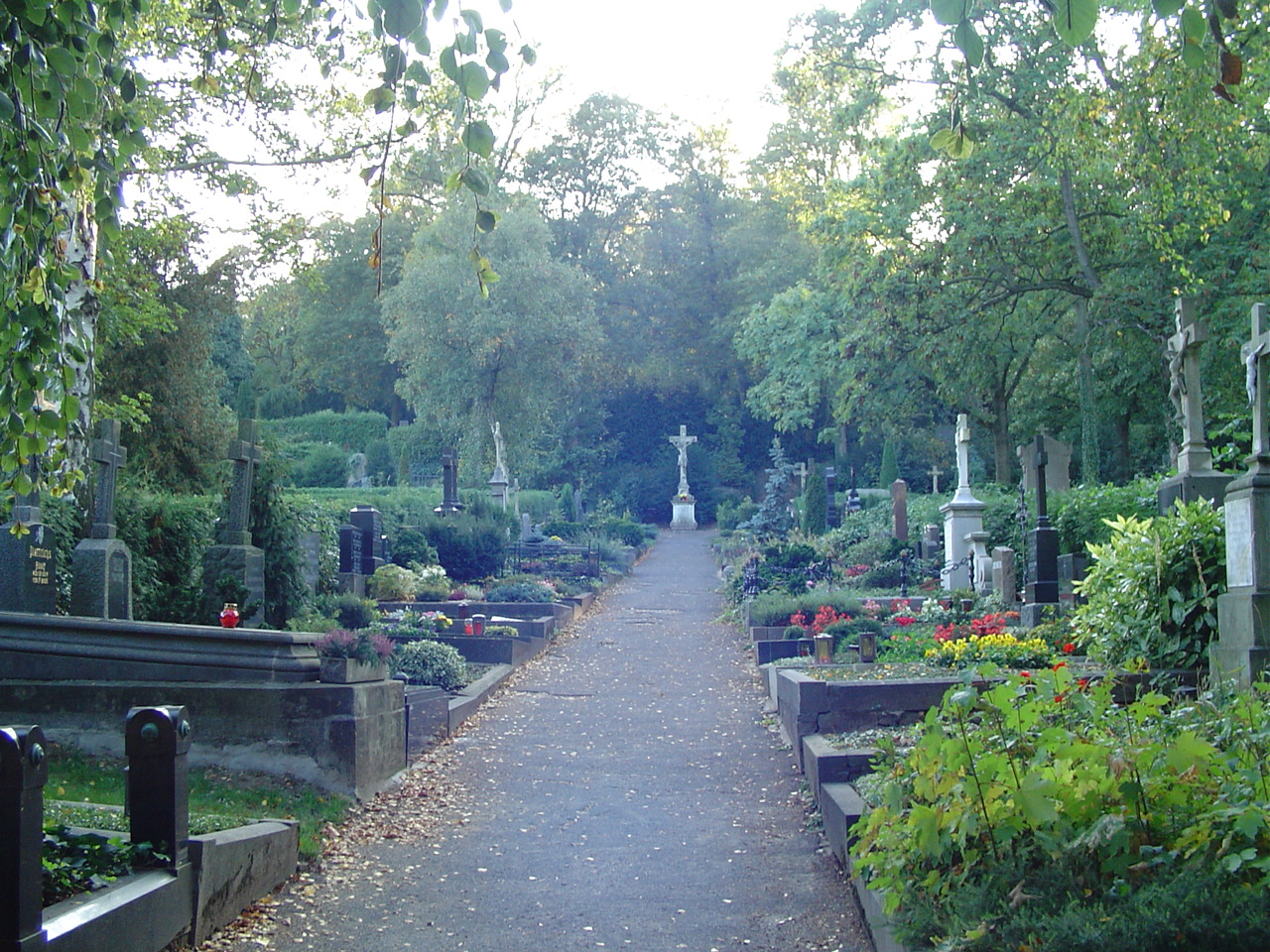
Poppelsdorfer Friedhof.
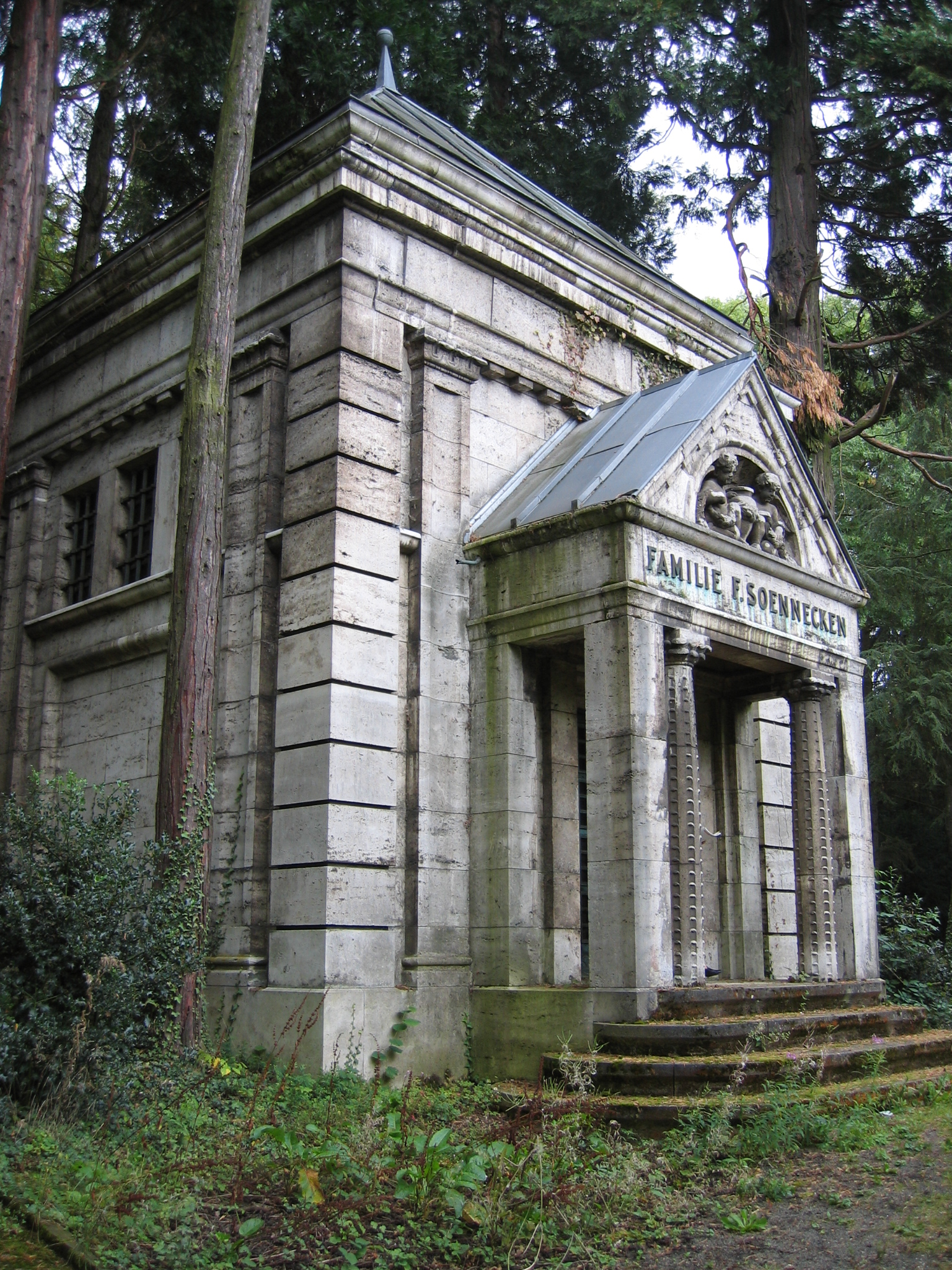
Sonnecken-familjens mausoleum.

## Hedersbetygelser
1910 medalj vid världsutställningen i Bryssel.
Gator i Iserlohn, Bremen och Tannenbusch har fått Soennecken-namn, och i Poppelsdorf finns skolan  Friedrich-Soennecken-Schule.
Blev posthumt utnämnd till hedersdoktor, Dr. med. h. c., vid universitetet i Bonn.

## Entreprenör
Friedrich Soennecken grundade 1875-05-27 företaget F. Soennecken Verlag för tillverkning av kontorsvaror.
1877 startade han en framgångsrik tillverkning av stålpennor för att slippa import från England.
Som den grafiker och uppfinnare han var konstruerade han olika slags stålpennor för kalligrafi.
1883 hade han 40 anställda.
1898 invigdes en fabrik för tillverkning av möbler. 1903 började tillverkning av hyllor och skåp för kontor.
1905 registrerades Soennecken som varumärke.
1913 hade företaget växt med lokalkontor i Amsterdam, Antwerpen, Berlin, Leipzig och Paris med sammanlagt tusentalet anställda. Det året exporterades sammanlagt 72 000 paket till Indien och Australien.
Återförsäljare och lager fanns i Bryssel, Milano, Paris, Rotterdam och Wien.
Sonen Alfred Soennecken arbetade i företaget sedan 1911, och övertog det efter faderns död 1919.
På 1970-talet blev konkurrensen från de nya kulspetspennorna och filtspetspennorna svår, och företaget gick i konkurs 1973. 
1983 köper Branion EG rätten till varumärket Soennecken.
Soennecken som namn på företag och varor lever ännu idag (2017).

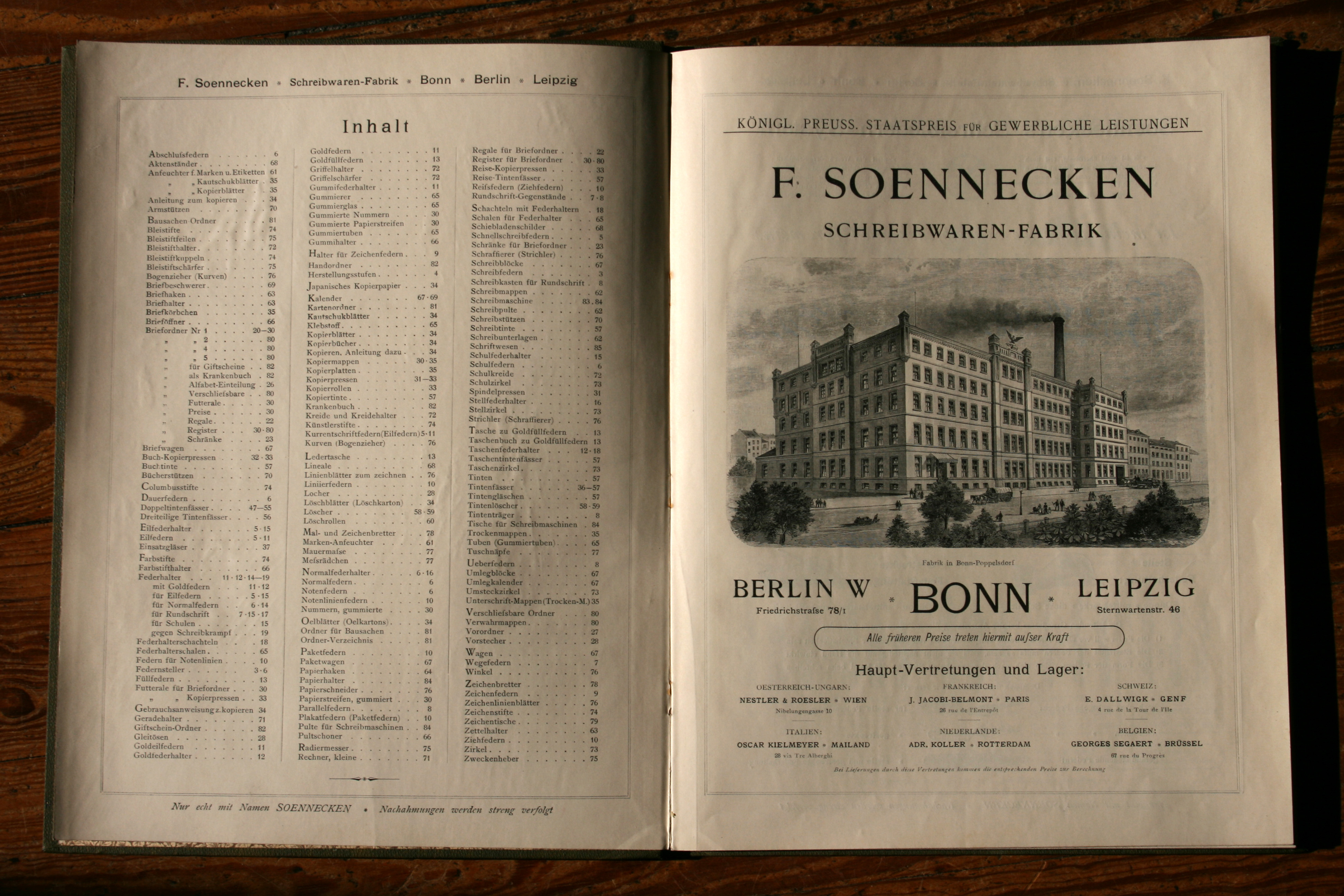
Huvudkatalog för kontorsvaror.
Bilden visar fabriken i Bonn, färdigbyggd 1911.

## Grafiskt arbete
Friedrich Soennecken formgav 1860 stilen Rundschrift med syftet att stilen skulle vara lätt att lära, och skrev en utförlig lärobok Die Rundschrift, Bonn 1876, för användningen. Denna bok har sedan blivit översatt till ett flertal andra språk.
Specialstålpenna typ K, särskilt lämplig för Rundschrift:
| Nummer | Bredd (mm) |
| ------ | ---------- |
| 1      | 2,8        |
| 1/2    | 2,4        |
| 2      | 1,95       |
| 21/2   | 1,5        |
| 3      | 1,1        |
| 31/2   | 0,9        |
| 4      | 0,7        |
| 41/2   | 0,6        |
| 5      | 0,5        |
| 51/2   | 0,4        |
| 6      | 0,35       |

## Exempel på konstruktioner
- Brevvåg N:o 188. Tillverkades perioden 1896–1899. Den var inställbar i två känslighetslägen: 0…50 g och 0…250 g och hade en mycket gediget emaljerad skala.
- 1886 Gaffelpärm för förvaring av hålade pappersdokument. Slagordet Klein oder groß - lochen famos! —  Stort eller smått, hål är flott marknadsfördes.
- 1890 blockalmanacka med avrivbara blad för varje dag.
- 1903 Ringpärm.

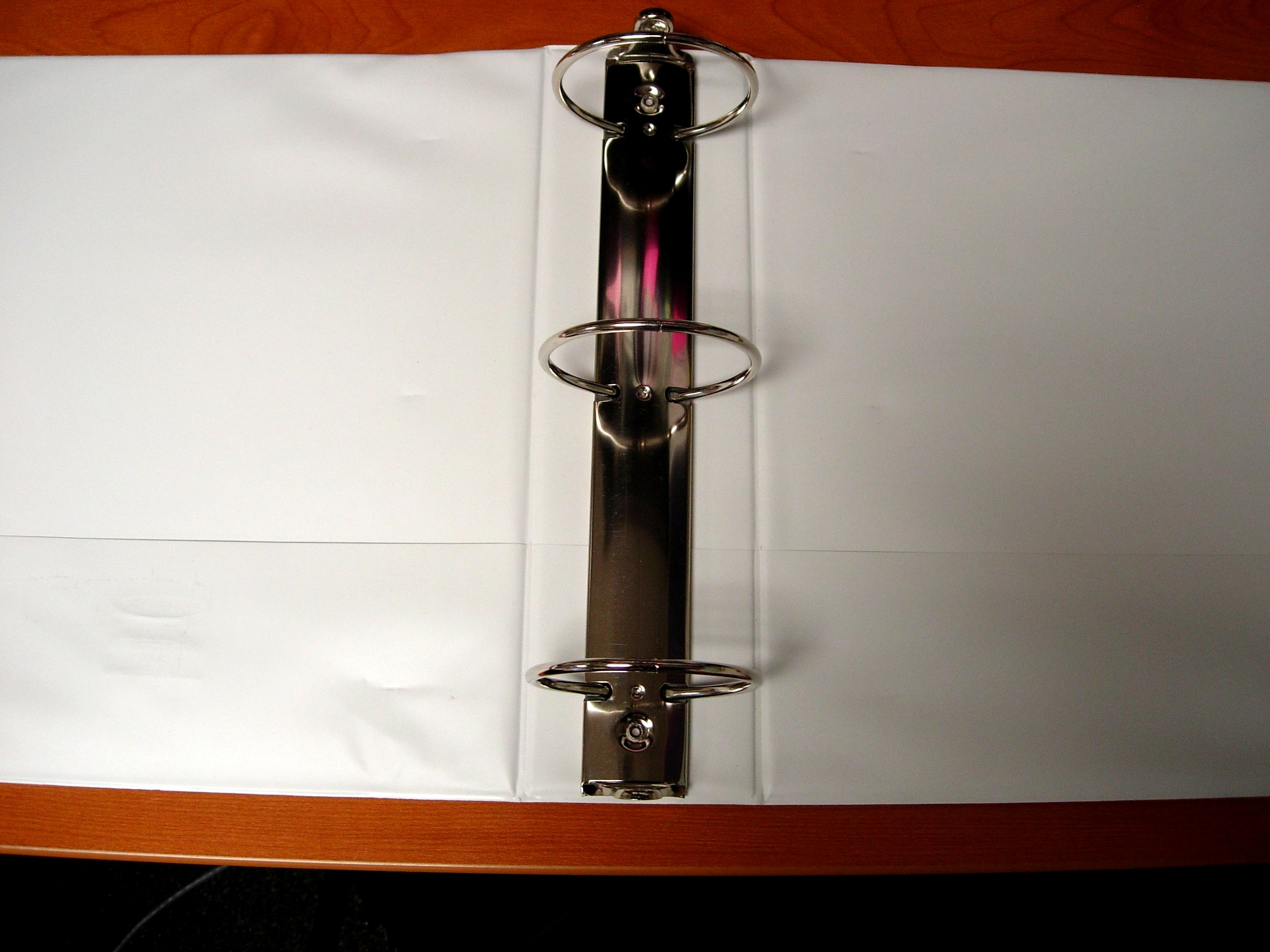
Ringpärm med 3 ringar, tysk typ
Alla ringarna öppnas och sluts samtidigt med grepp kring valfri ringhalva

- Hålslag för de dokument som ska samlas i pärmen

I stort sett samma mekaniska lösning har hållit i över 100 år
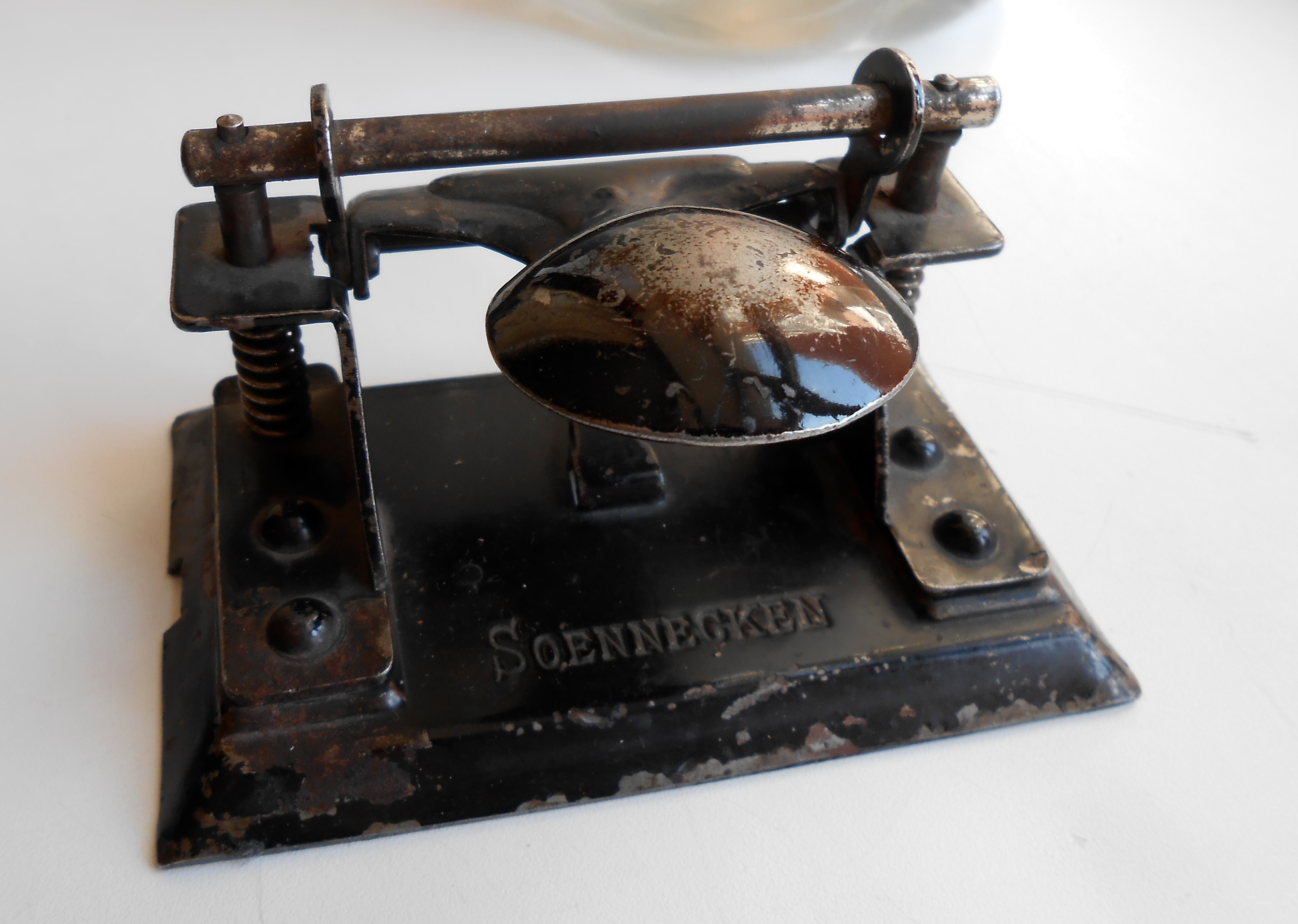
Soenneckens urtyp till dagens hålslag Patenterad 1886-11-14 med nr DRP40065
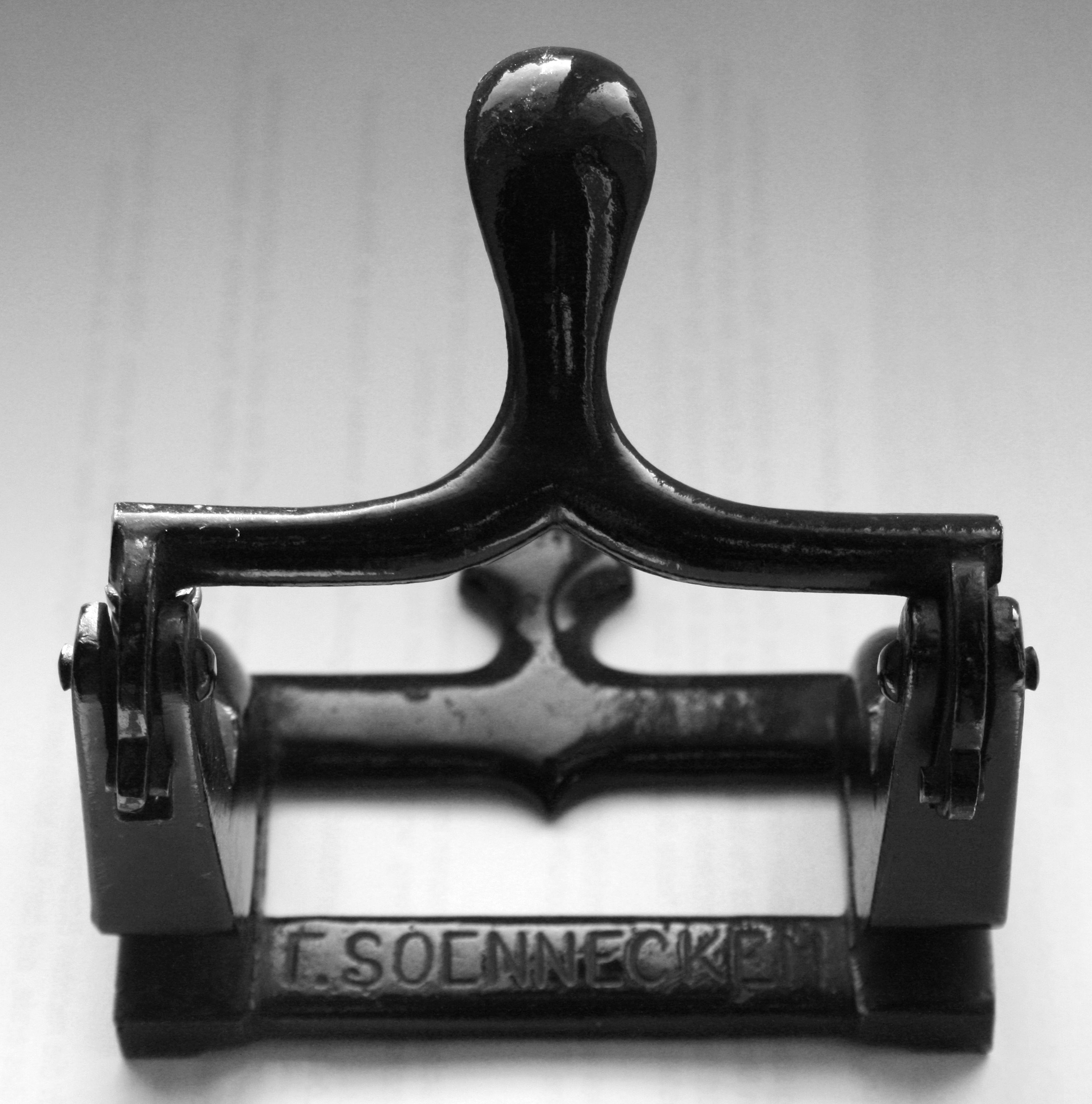
Antikt soenneckenhålslag
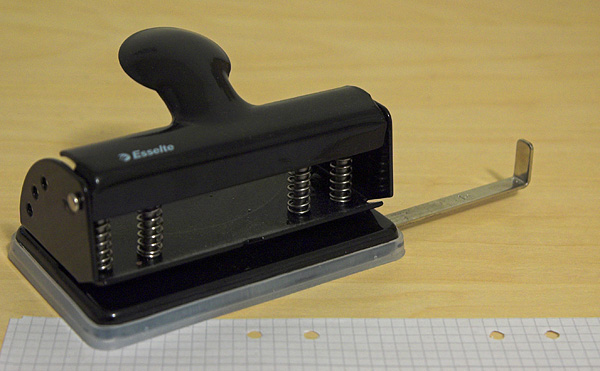
Hålslag slutet 1900-talet För hålavstånd enligt svensk standard
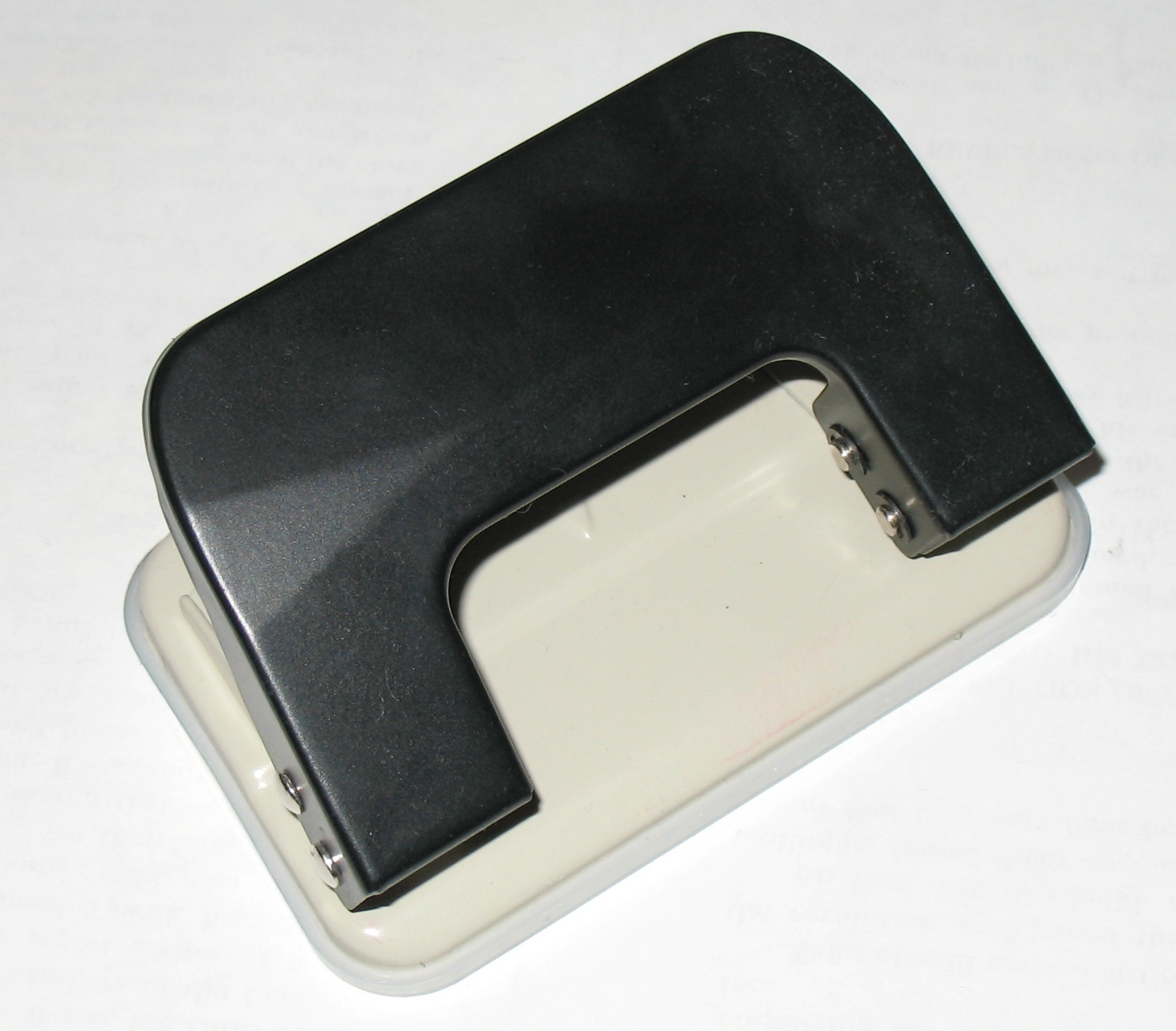
Svenskt hålslag från 2000-talet
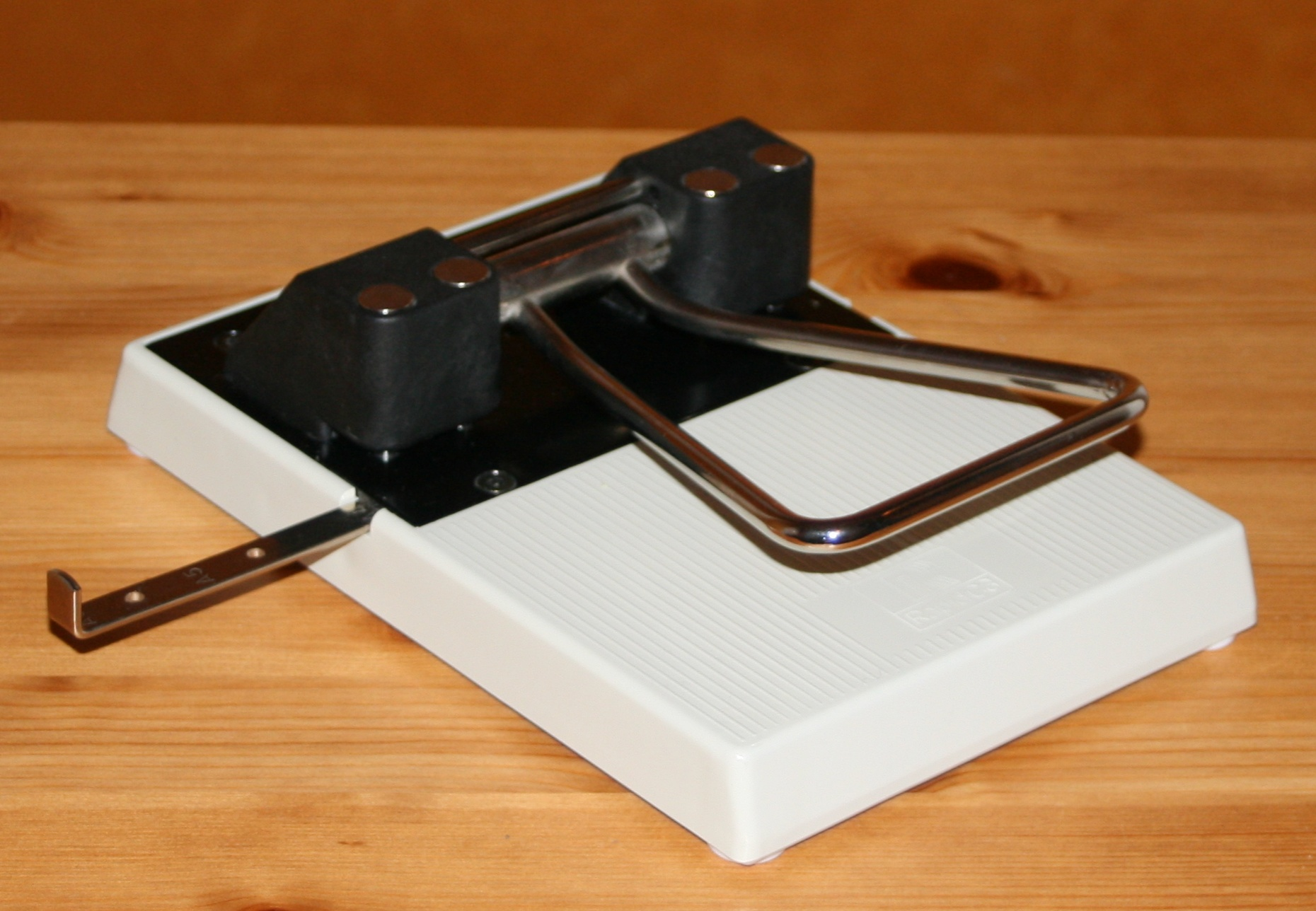
Kraftig modern typ för tjocka pappersbuntar, svensk modell. Bilden visar en sen typ byggd på en plastplatta. En tidigare modell av samma konstruktion var byggd på en träplatta.
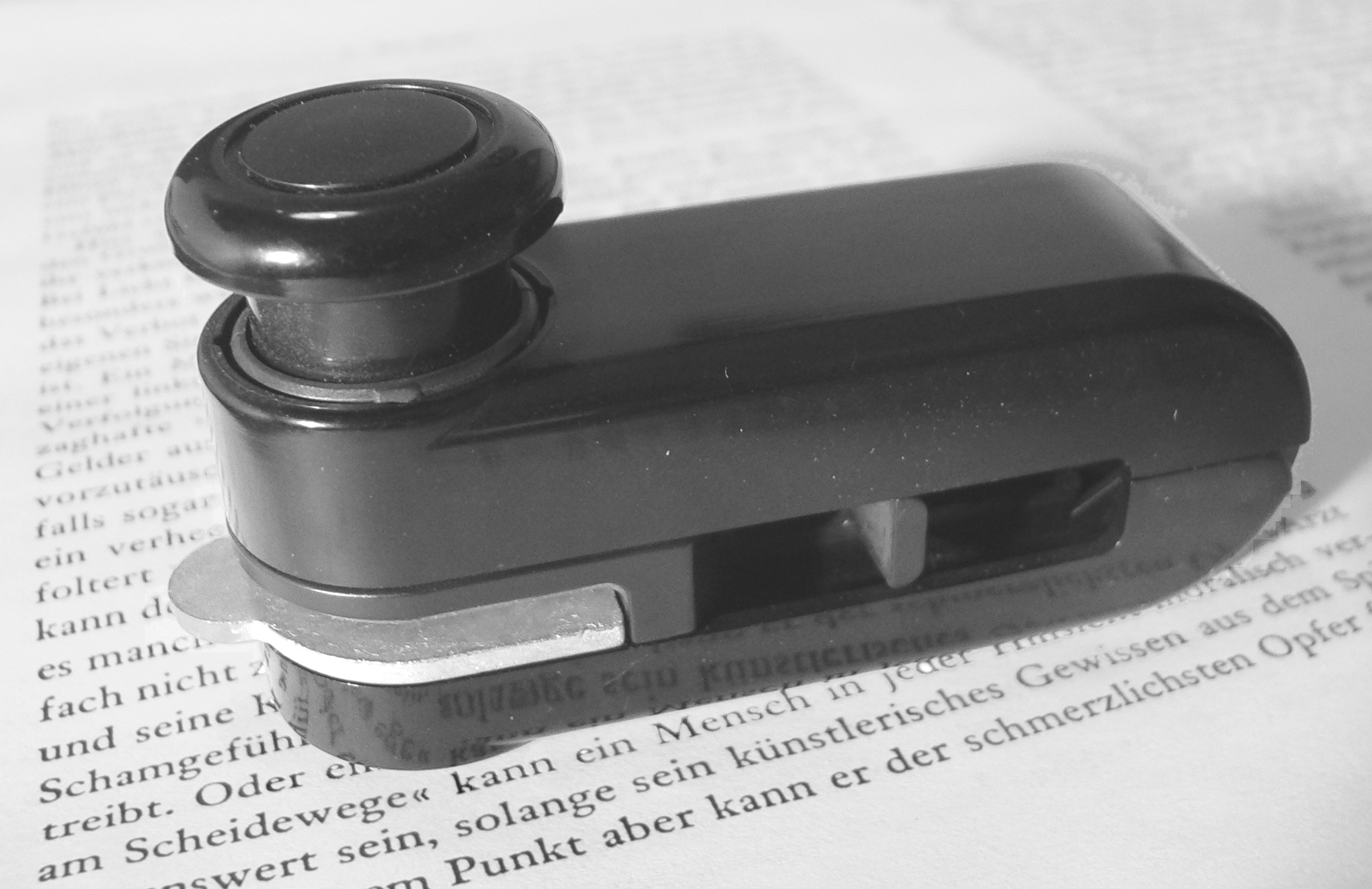
Hålslag för enbart 1 hål
Hålslagsmekanism
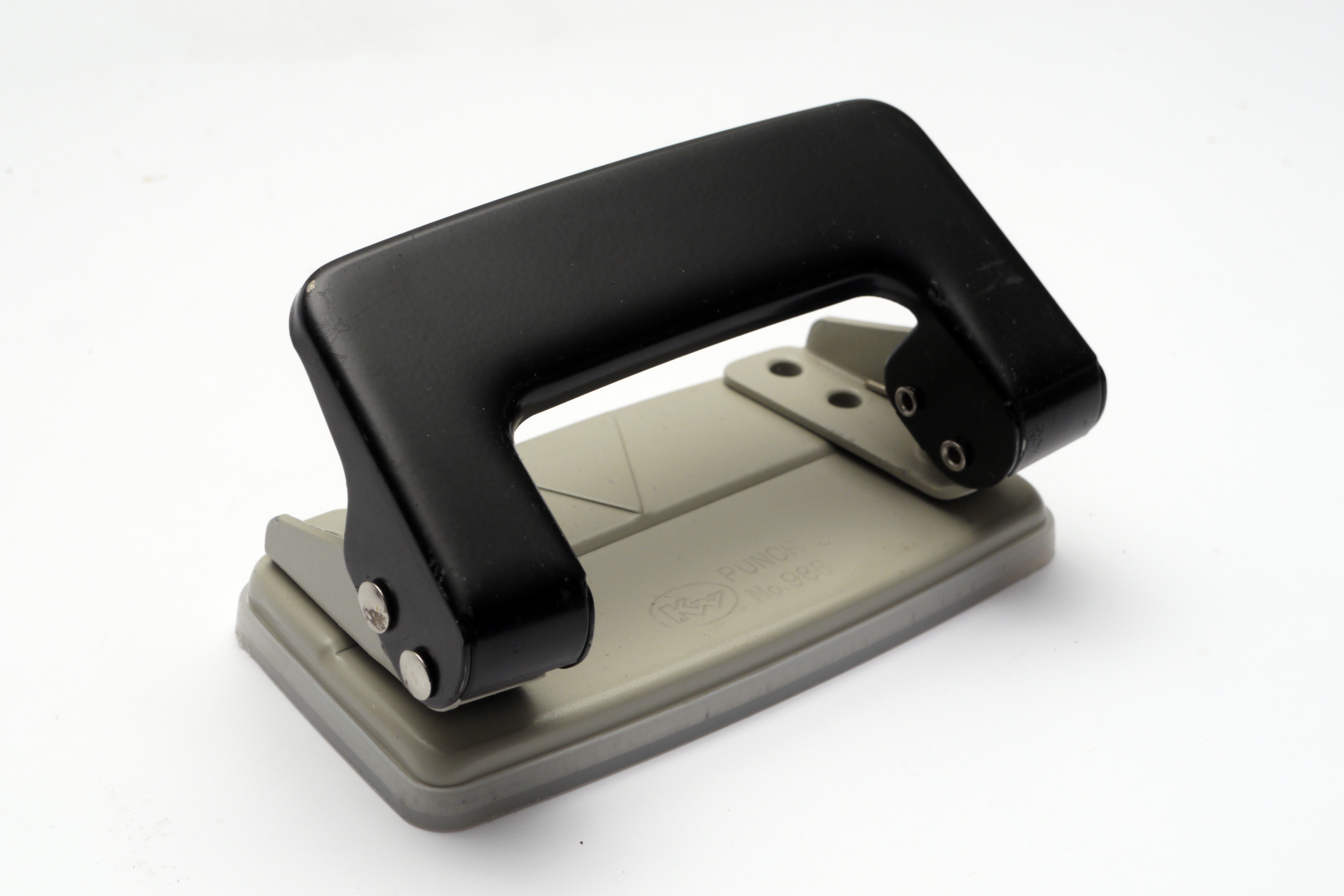
Modernt tyskt hålslag för 2 hål
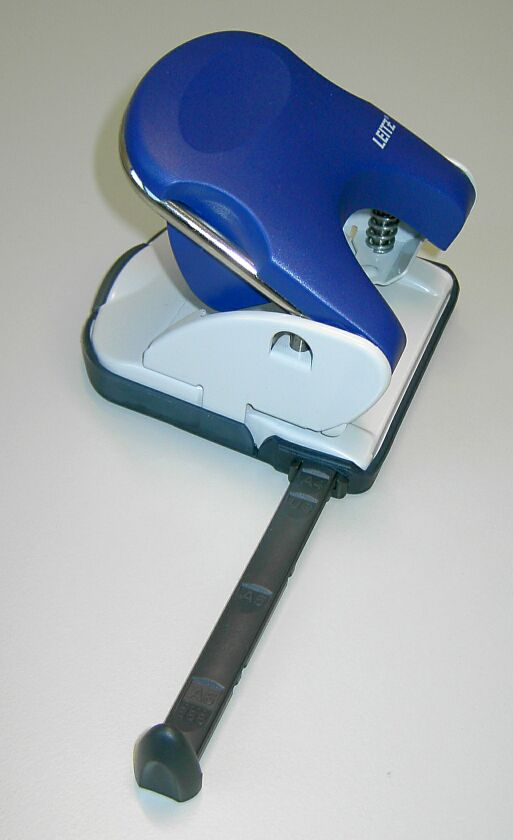
Tysk modell för 2 hål
Håldimensioner enligt ISO838
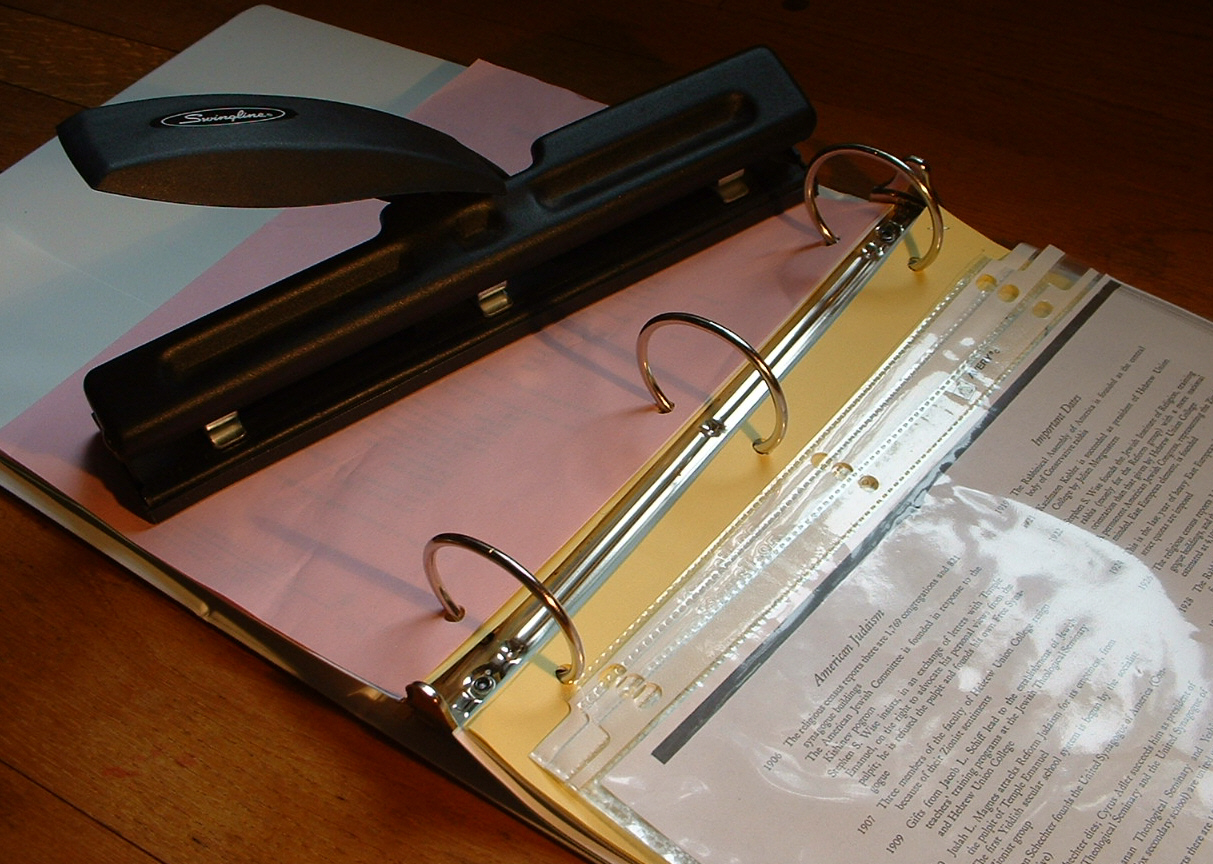
Hålslag och ringpärm enligt USA-standard Längst ned på ringmekanismen finns en liten hävarm, varmed ringarna öppnas
Numera finns en uppsjö av olika hålsystem Överst och längst ned universalhålning, som passar i många pärmmekanismer

## Pennor

Många varianter, var och en anpassad för speciellt ändamål. Några av bilderna nedan visar pennor tillverkade av konkurrenter till Soennecken, men med samma egenskaper som de av Soenecken tillverkade.
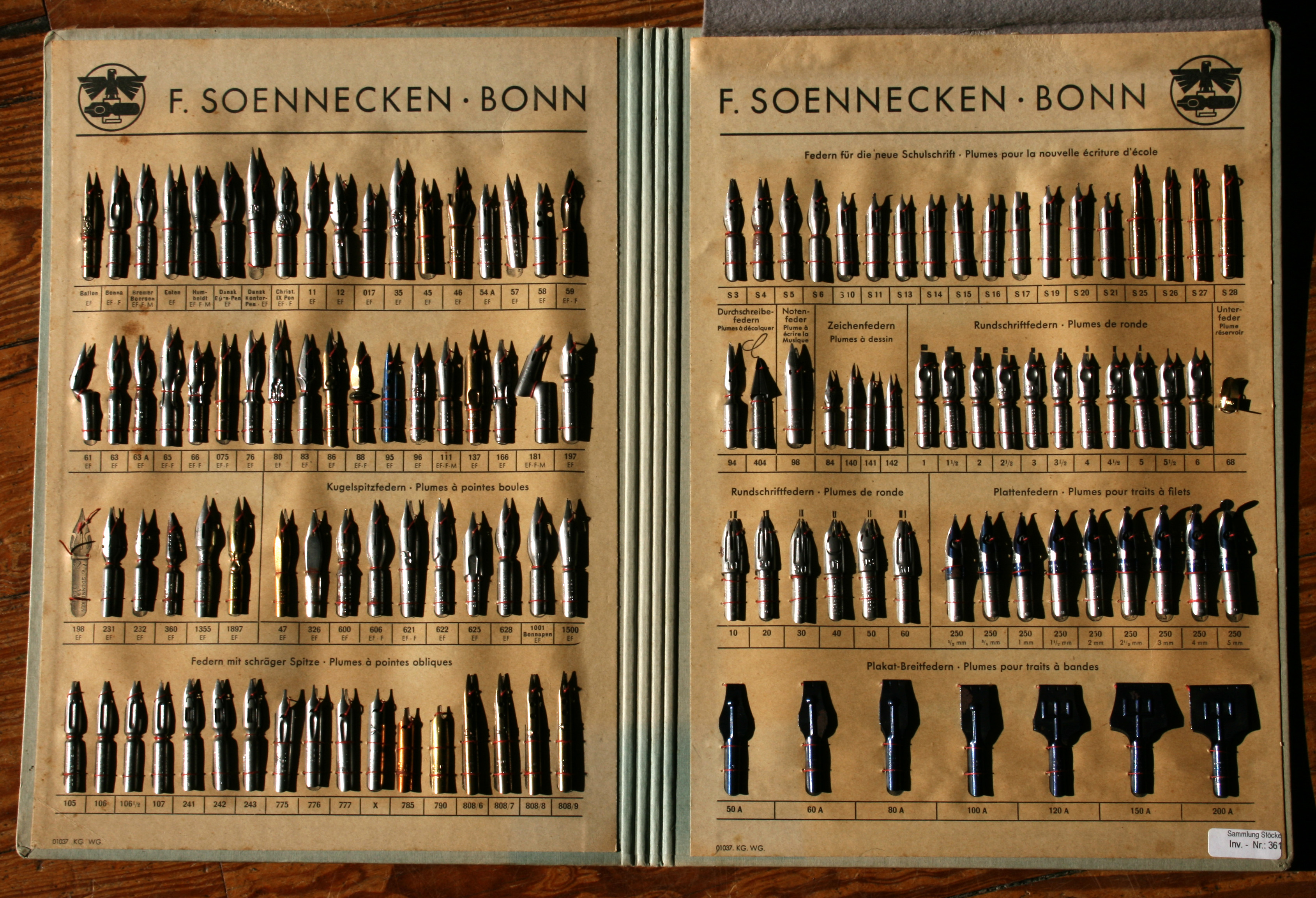
Firmakatalog visande olika typer.
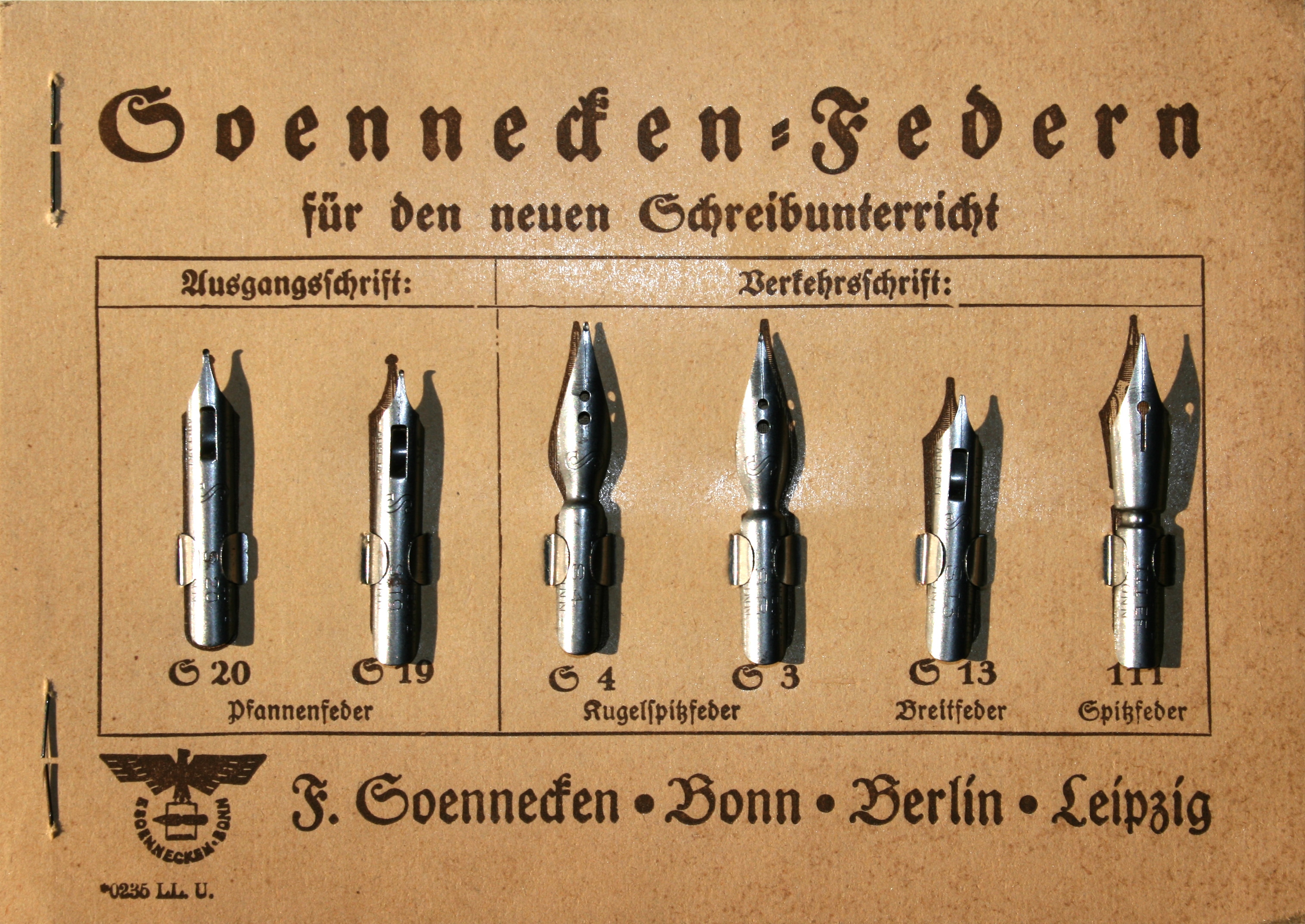
Detaljerat varuprov.
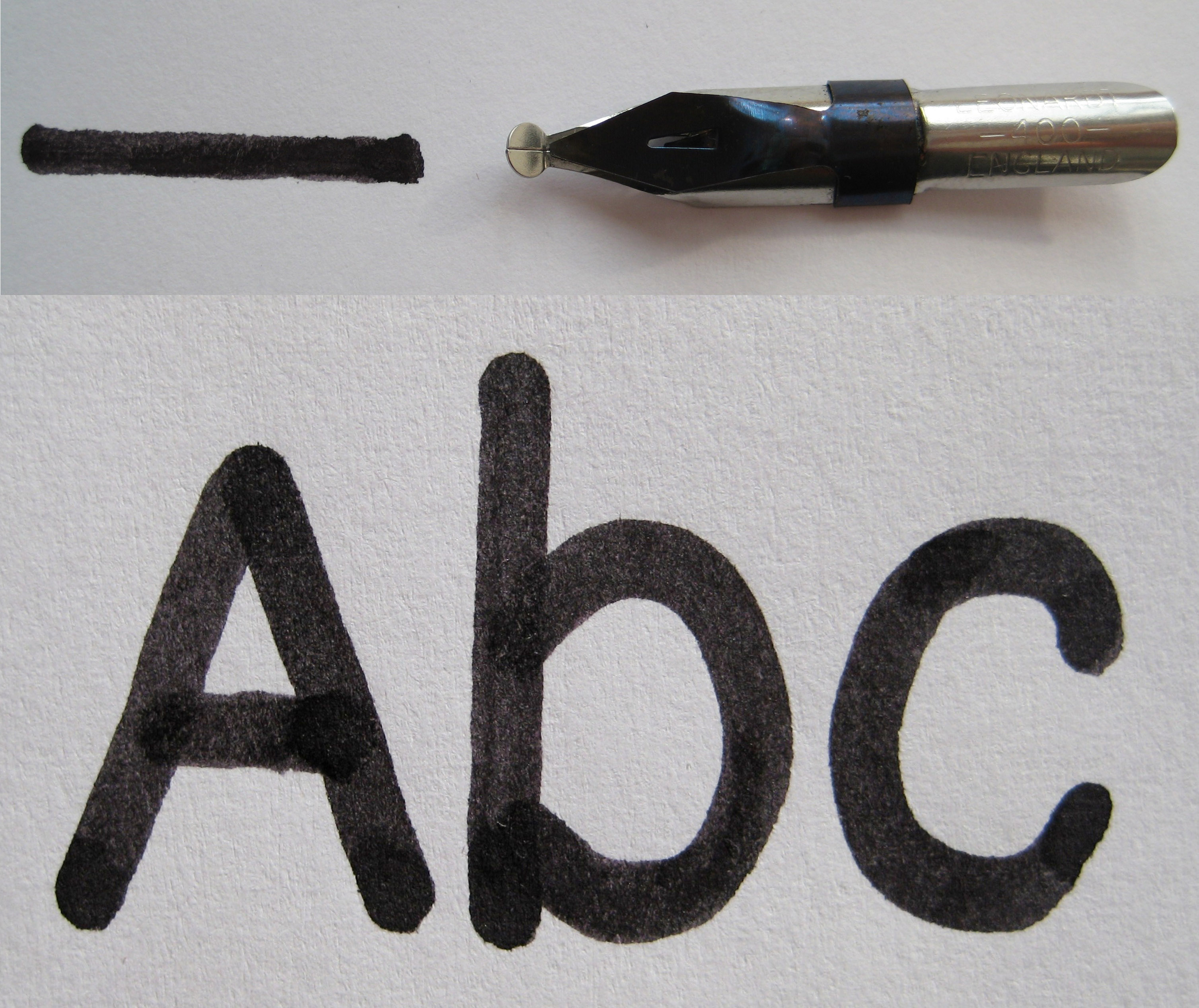
Typ redis För skrivning av jämnbreda streck, grotesker.
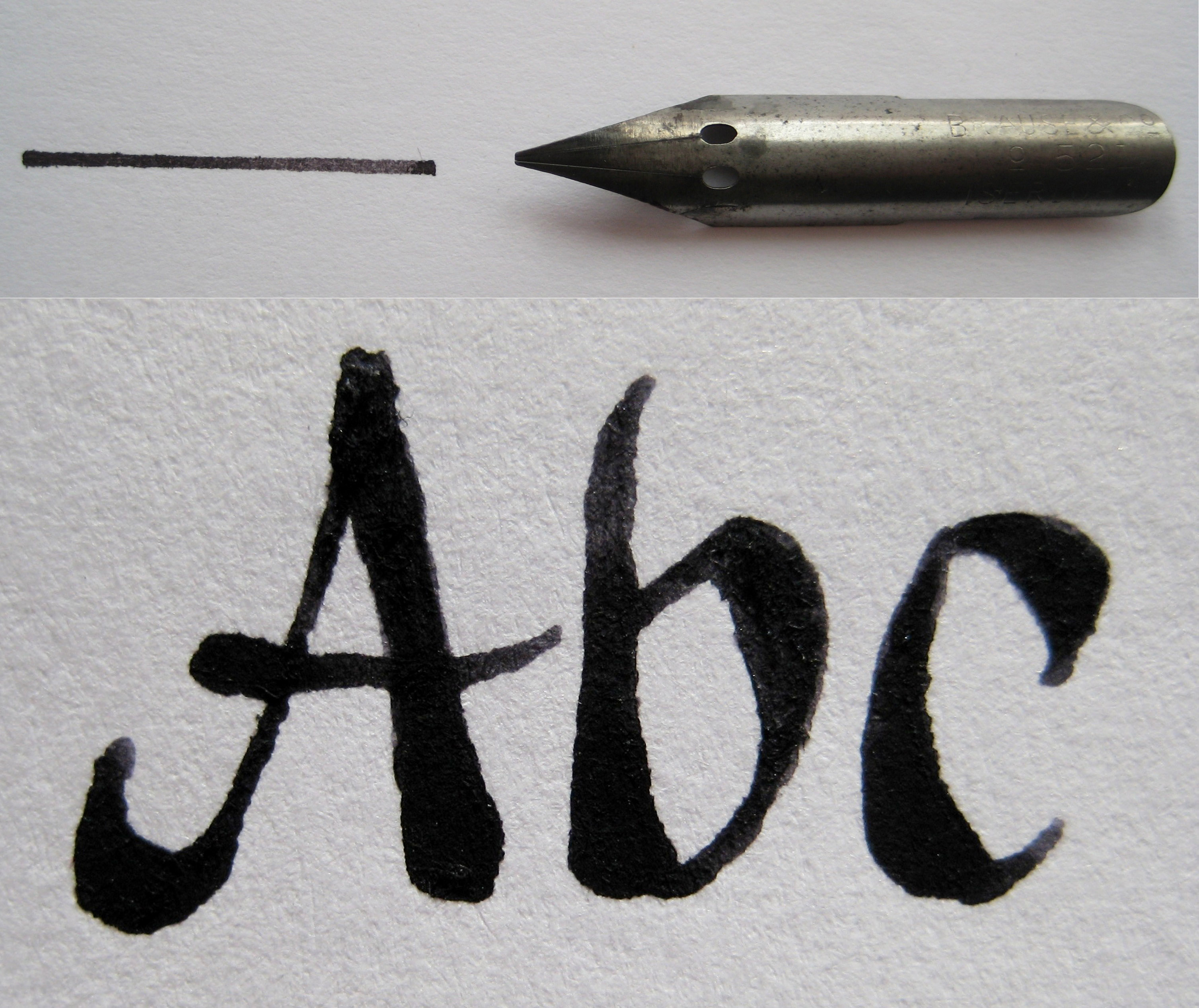
Typ 98 För skrivning av musik-tecken. Finns med 3 eller 2 kanaler för bläcket. Bilden visar variant med 2 kanaler.
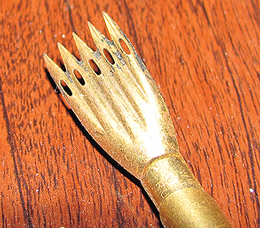
För 5 parallella streck vid uppritning av notrader.
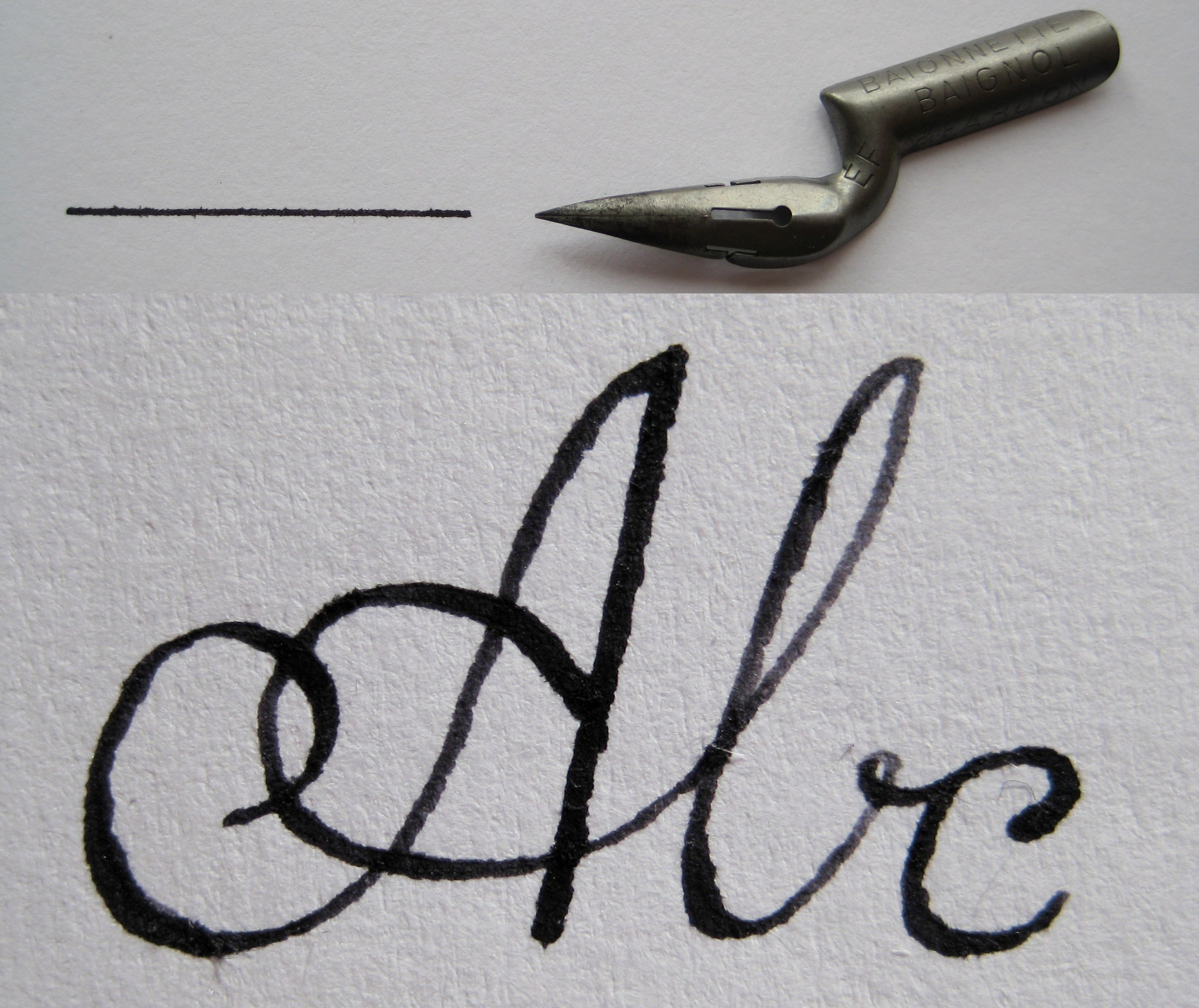
Typ 181F Vinklad, mjuk och spetsig. För engelsk skrivstil. Variant finns vinklad åt andra hållet, passande vänsterhänta personer.
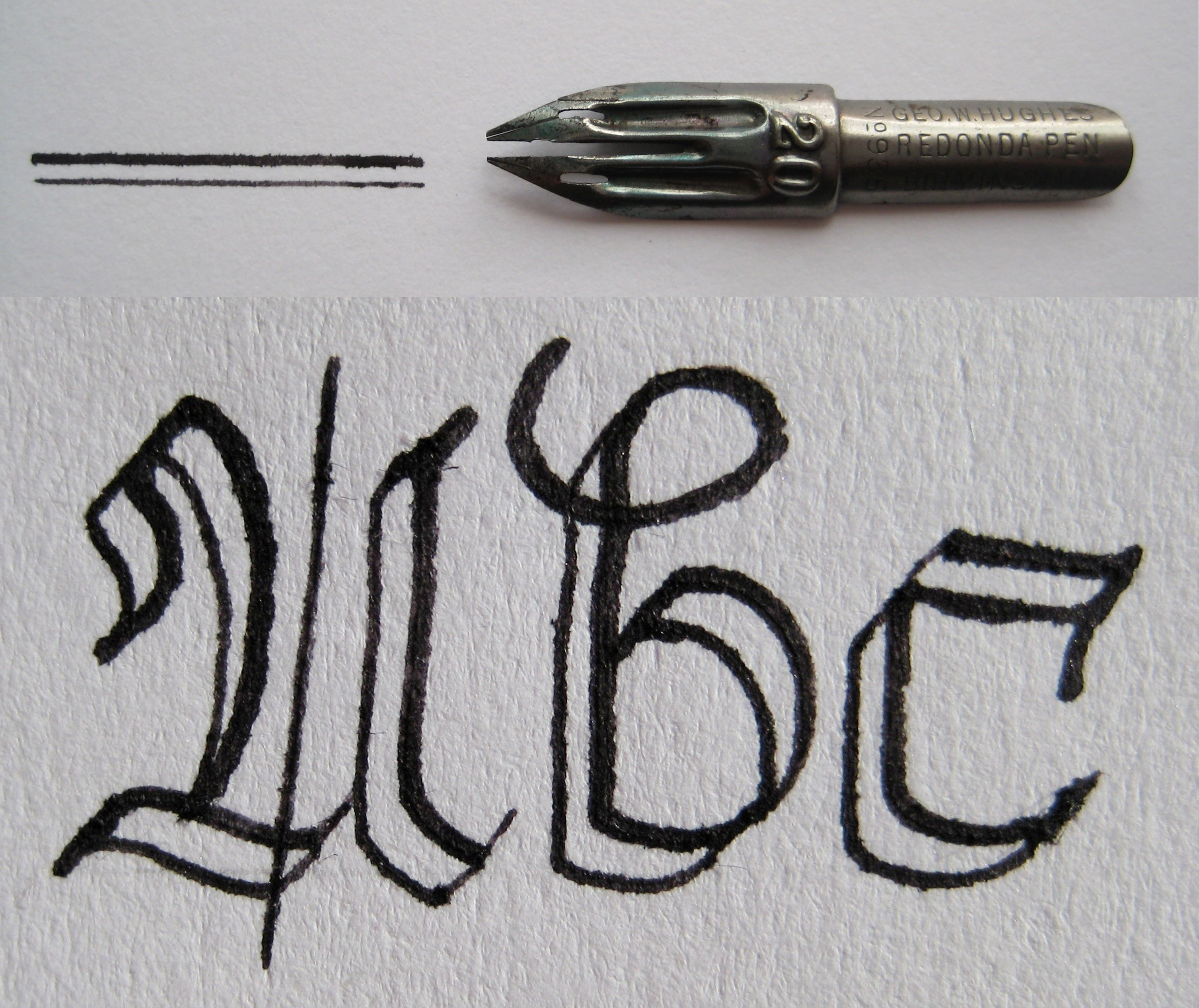
För samtidig skrivning av 2 parallella linjer, en bred och en smal.
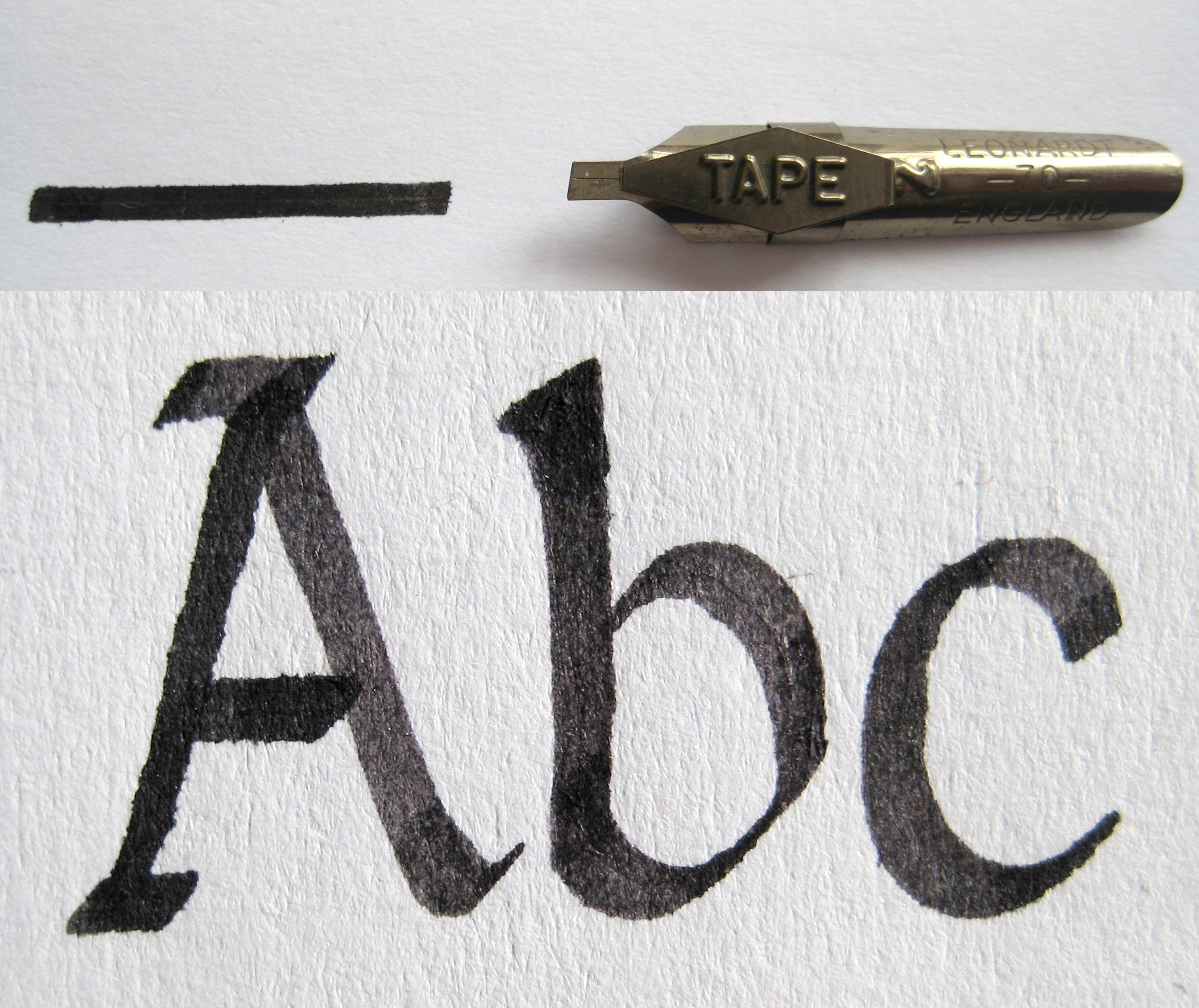
För breda linjer Finns med vinkelrätt och snett avskuren spets.
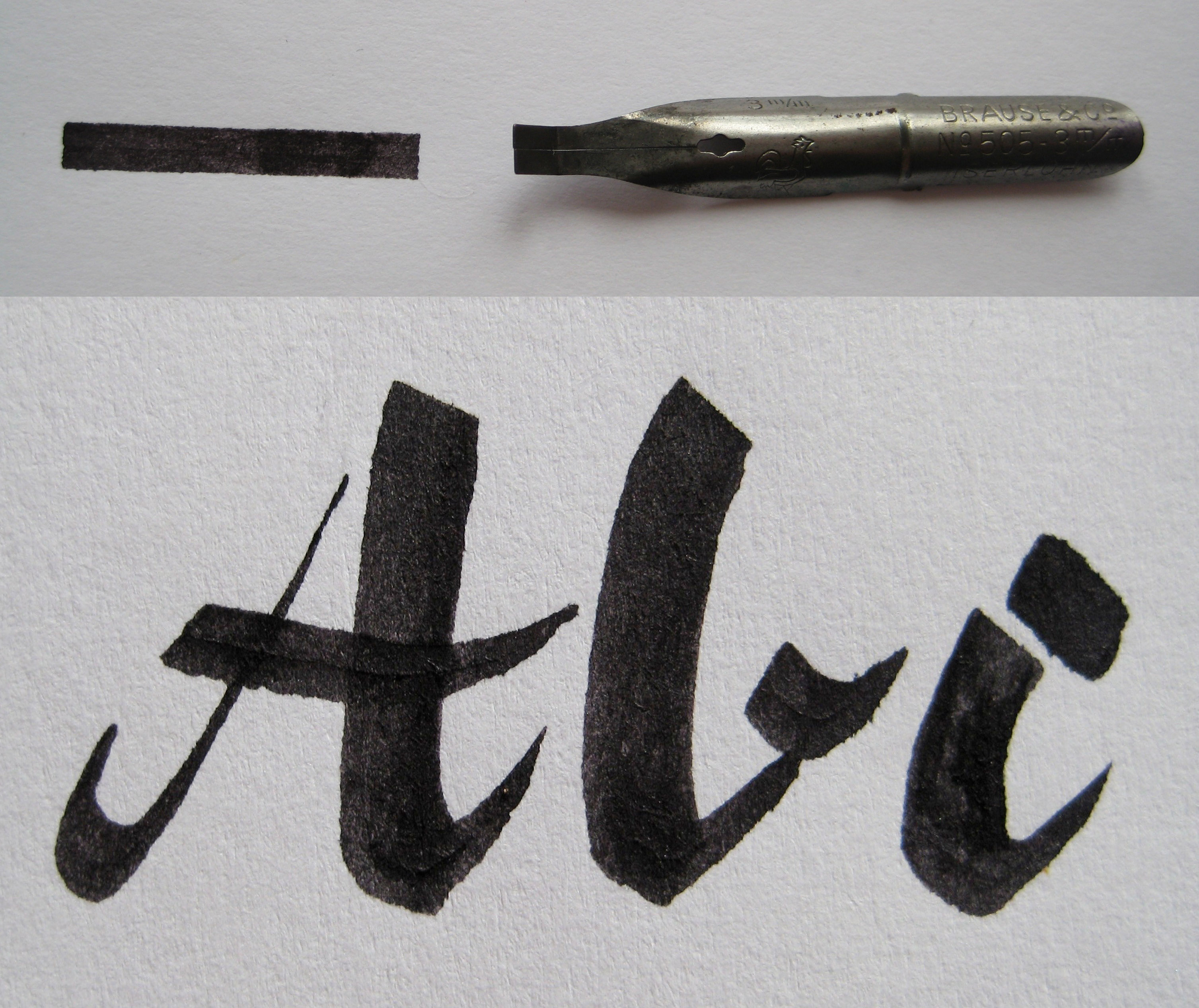
mini
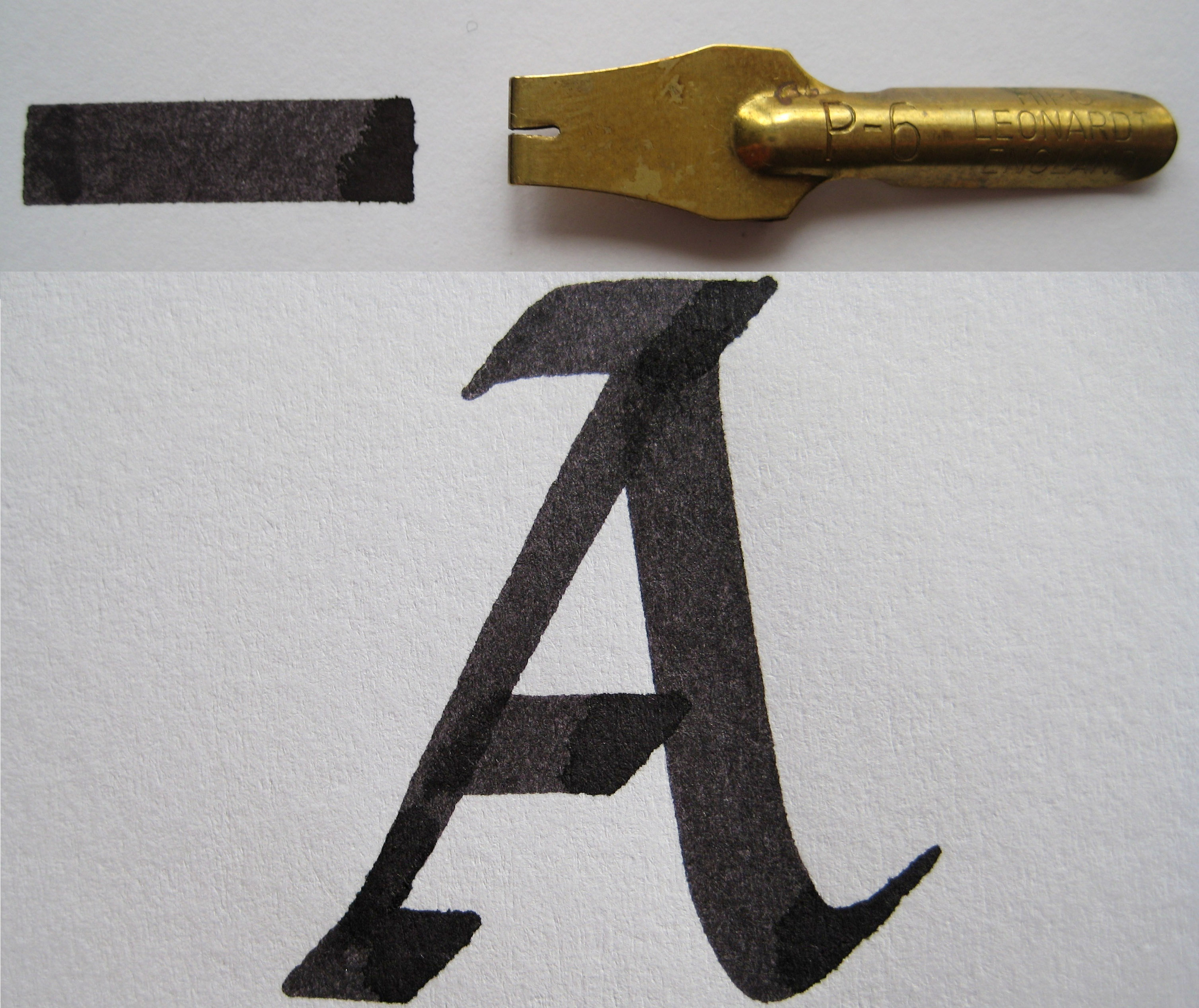
För mycket stora bokstäver på affischer o d.
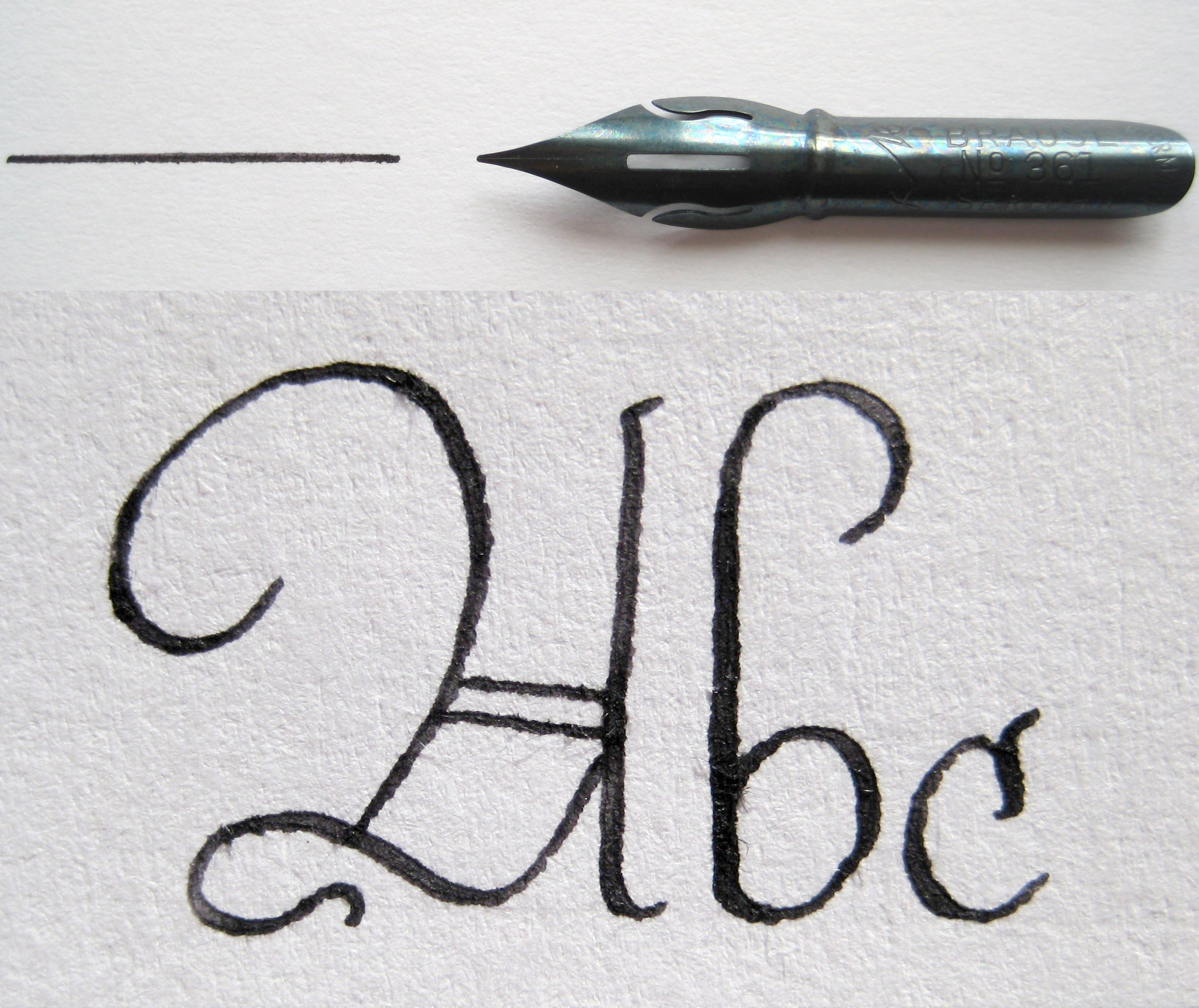
Mycket spetsig och mjuk. Linjebredden styrs genom olika tryck vid skrivningen.
Resultat vid varierande tryck.